# Le voleur de bicyclette
Le voleur de bicyclette è un cortometraggio del 1905 diretto da Charles-Lucien Lépine 
Hugues Laurent dice che per fare questo film ci sono stati diversi trucchi utilizzati. Il più originale è quello usato per la scena del ladro rincorso dagli inseguitori e che si precipita su di un edificio. Il trucco è questo: su una tenda di 6 metri per 4 metri, è stata dipinta la facciata di un edificio: finestre, incrociate con le loro tende, finestre, bar ecc. La tenda inferiore è posta sul pavimento, la macchina da cinepresa che riprende è posta su un ponteggio in una posizione perpendicolare alla tenda, l'attore è stato ripreso dall'alto che inizia a salire dal piano terra, quindi è piatto sulla tenda, con i gesti che avrebbe fatto in posizione verticale in modo che le sue mani e i piedi si strappino, il tutto è stato diretto ad alta voce, dal regista Charles-Lucien Lépine che era accanto alla telecamera.

## Trama
Un uomo arrivato davanti ad un teatro scende dalla sua bicicletta ed entra nello stabile. Appena entrato, un giovane ladro si avvicina alla bicicletta, la prende e scappa via. Un addetto del teatro lo vede ed entrambi lo inseguono, ma subito si aggiungono altri inseguitori. Arrivati ad un edificio ci salgono fino al sesto piano ed alla fine il ladro si lancerà in un fiume trascinandoli tutti dentro.

## Fonti[1]
- Henri Bousquet: Soggetto nel Supplemento del dicembre 1905
- Susan Dalton: Film Pathé Brothers - Supplemento. Parigi: Pathé, dicembre 1905, p 010
- Fratelli Pathé: I film della Produzione Pathé (1896-1914), Volume 1, pag. 113
- Pathé Films. New York: Pathé; Cinematograph Co., aprile 1906, p 008
- Film dei fratelli Pathé. Parigi: Pathé, 1907, p. 052
- Cinematographi Pathé fratelli - Parigi, Milano, 1907, p 035
- Henri Bousquet, Catalogo Pathé degli anni 1896-1914
- Bures-sur-Yvette, Edizioni Henri Bousquet, 1994-2004

## Proiezioni[1]
1. Festival di Phono-Cine-Gazette, sala Trocadero, Parigi, 13.5.1906
2. Vista reale, Eden-Circus, Toulon, 3.11.1906